# Zoo de Dublin
Le Zoo de Dublin (en irlandais : Zú Bhaile Átha Cliath) est un parc zoologique irlandais, situé dans la capitale, Dublin, au sein du Phoenix Park. Ouvert en 1831, il couvre aujourd'hui plus de 28 hectares de ce parc. Il est la propriété de la Société Zoologique d'Irlande (en), tout comme l'autre zoo irlandais, le Fota Wildlife Park, situé dans le comté de Cork. 
Il est divisé en zones nommées les Forêts d'Asie, la Forêt de l'Orang-outan, le Sentier de la Forêt de Kaziranga, les Marges de l'Arctique, la baie des Lions de Mer, les Plaines Africaines, la maison de Roberts, la Maison des reptiles, la Ferme de la ville et la maison Sud-Américaine.
Membre permanent de l'Association européenne des zoos et aquariums (EAZA), il s'engage dans la conservation ex situ en participant à des programmes européens pour les espèces menacées (EEP et ESB) dont il en coordonne trois.
En 2015, il a reçu 1 105 005 visiteurs.  

## Historique

### XIXesiècle
La Société Royale de Zoologie de Dublin a été établie lors d'une réunion tenue au Rotunda Hospital le 10 mai 1830, et le zoo, qui s'appelait alors Jardin zoologique de Dublin, a été inauguré le 1er septembre 1831. Les animaux, 46 mammifères et 72 oiseaux, ont été donnés par le Zoo de Londres.

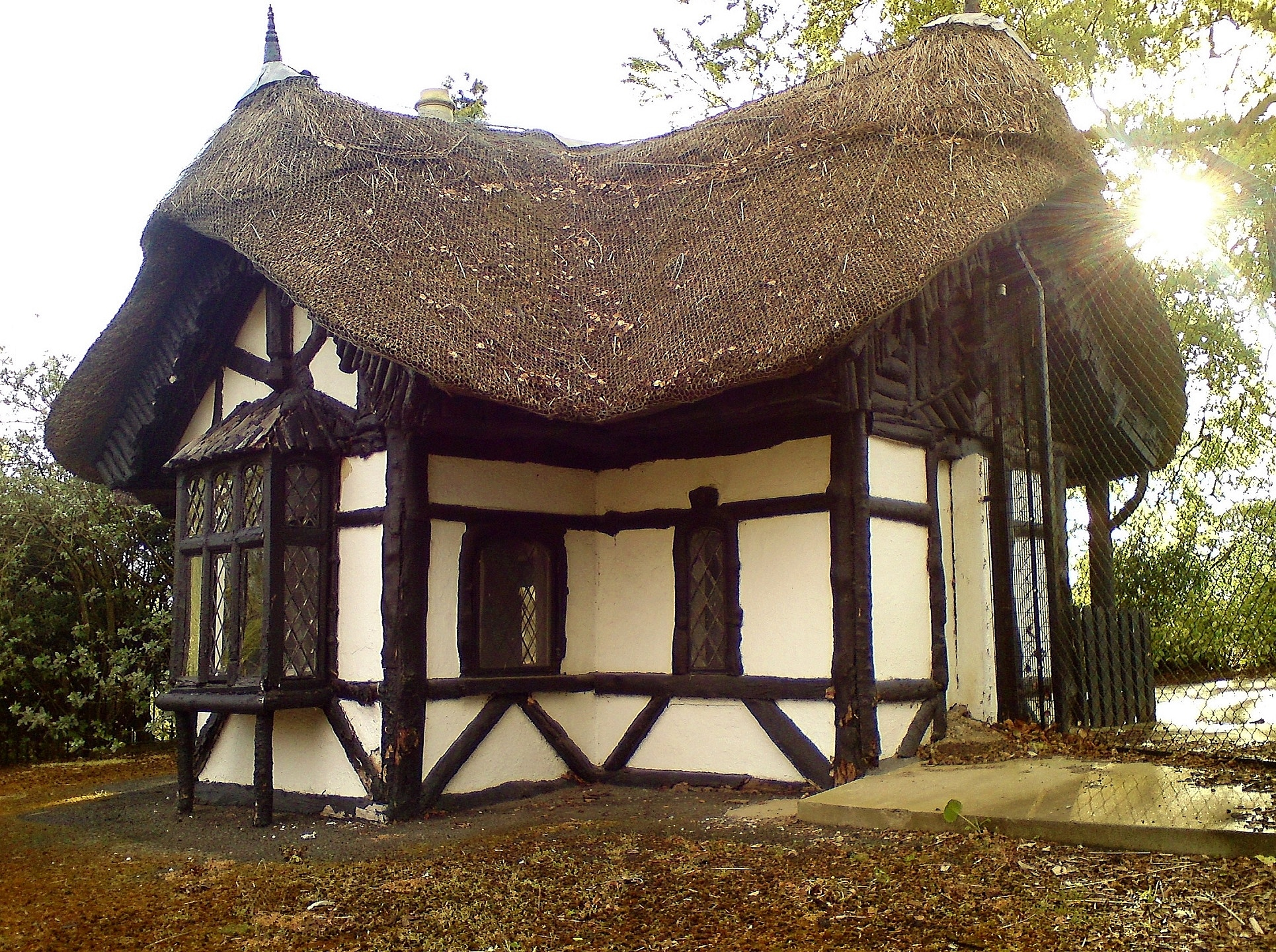
La loge d'entrée originelle du zoo, construite en 1833.

Les fondateurs du Zoo de Dublin étaient des membres de la profession médicale. Leur intérêt était d'étudier les animaux alors qu'ils étaient vivants, et ensuite d'étudier leurs corps, une fois morts. Dans les années 1830 la législation sur l'utilisation des cadavres à des fins médicales change. Jusqu'alors, une personne qui n'était pas associée à l'une des grandes institutions médicales recourait à la profanation des tombes pour obtenir un cadavre à étudier. Ainsi, pouvoir se procurer le cadavre d'un primate non humain était une option intéressante.
Le prix de l'entrée était initialement de 6 pence, ce qui était une somme relativement importante à cette époque et limitait donc l'entrée à des personnes relativement riches de la classe moyenne. Le prix d'entrée était réduit à un penny le dimanche, ce qui faisait qu'une journée au zoo était alors quelque chose que presque tous les Dublinois pouvait se permettre de temps en temps. Il est ainsi devenu très populaire.
En 1833, la loge d'entrée originelle du zoo, au style cottage, est construite. Le bâtiment au toit de chaume est toujours visible à droite de l'entrée actuelle. En 1838, pour célébrer le couronnement de la Reine Victoria, le zoo organise une journée portes ouvertes au cours de laquelle il a reçu la visite de 20 000 personnes, ce qui est encore à ce jour le plus grand nombre de visiteurs reçus en une seule journée. Le 18e président des États-Unis, Ulysses S. Grant, a été parmi les célébrités qui sont venues voir les lions du zoo, qui étaient alors célèbres au XIXe siècle. Les premiers salons de thé ont été construits en 1898.
En 1844, le zoo a reçu sa première girafe, et, en 1855, il s'est acheté sa première paire de lions. Ces derniers ont donné une première portée en 1857. Les reptiles ont obtenu leur propre maison dédiée en 1876.

### XXesiècle

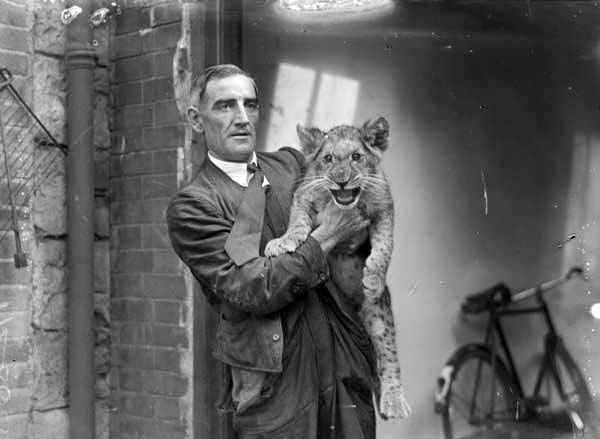
M. Flood, un employé de longue date du Zoo de Dublin, avec un lionceau, vers 1936.

Le 17 juin 1903 une éléphante nommée Sita tue son soigneur alors qu'il s'occupait de son pied blessé. Elle est abattue par les membres de la Police royale irlandaise. Des temps de troubles et de guerres ont aussi causés des problèmes pour le zoo. La viande a manqué au cours de l'insurrection de Pâques de 1916. Afin de maintenir les lions et les tigres vivants, d'autres animaux du zoo ont été tués pour les nourrir. Un lion nommé Slats naît dans le zoo, le 20 mars 1919. Selon Zoo de Dublin : Une Histoire Illustrée de Catherine de Courcy, il était l'un des nombreux lions filmés par la Metro-Goldwyn-Mayer en 1928 pour être utilisés comme leur mascotte Léo.
Entre 1989 et 1990, la situation financière au zoo est devenu si grave que le conseil en examine la fermeture. Le Gouvernement a alors donné une subvention annuelle conséquente, comme ce fut le cas dans d'autres pays européens. Treize hectares de terres entourant le lac, dans le parc de Áras an Uachtaráin, résidence officielle du président d'Irlande, ont été ajoutés en 1997. De ce fait, cela a permis une augmentation de l'espace disponible pour les animaux.

### XXIesiècle
En 2010, le Zoo de Dublin a reçu 963 053 visiteurs. En 2015, le Zoo de Dublin était la troisième attraction touristique la populaire en Irlande avec 1 105 005 visiteurs.
La série documentaire de la Radio Télévision d'Irlande (RTÉ) The Zoo produite par Moondance Productions a été filmé presque entièrement au Zoo de Dublin.

## Installations et faune présentée
À la suite des protestations contre les normes de logement des animaux et de leur bien-être, menées par l'ancien soigneur Brendan Price, un "Plan pour l'Avenir du Zoo de Dublin" a été préparé par la Société Zoologique d'Irlande et le Bureau des Travaux Publics. En 1994, il a été présenté au Ministre des Finances, Bertie Ahern. Le gouvernement a accordé 15 millions de livres irlandaises pour ces améliorations. L'aménagement d'espaces thématiques a été décidé et le premier à voir le jour fut le Monde des Primates, ouvert au public en 1996. Le dernier, les Plaines Africaines, a ouvert en 2001.

### Les Plaines Africaines

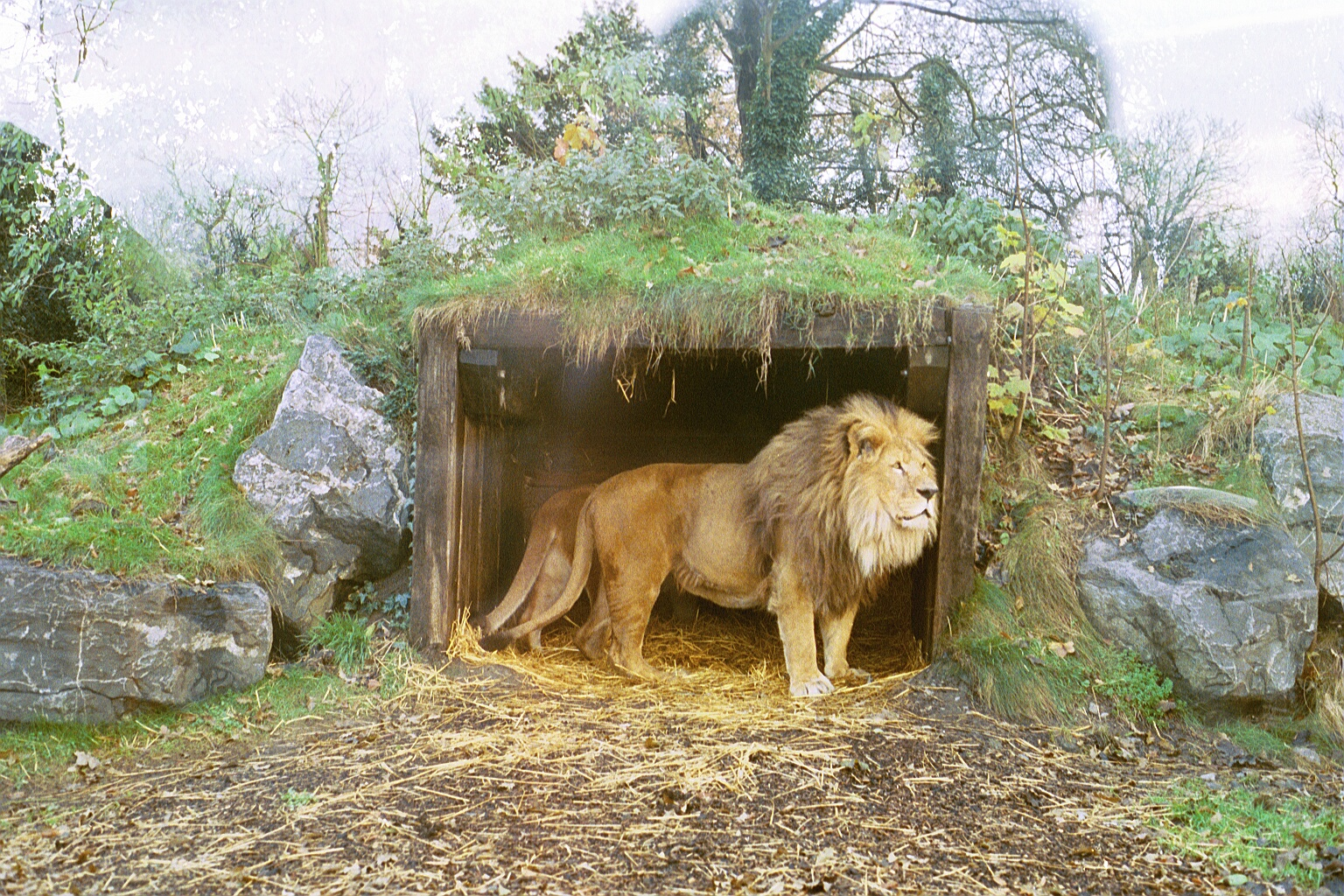
Lion, 2006

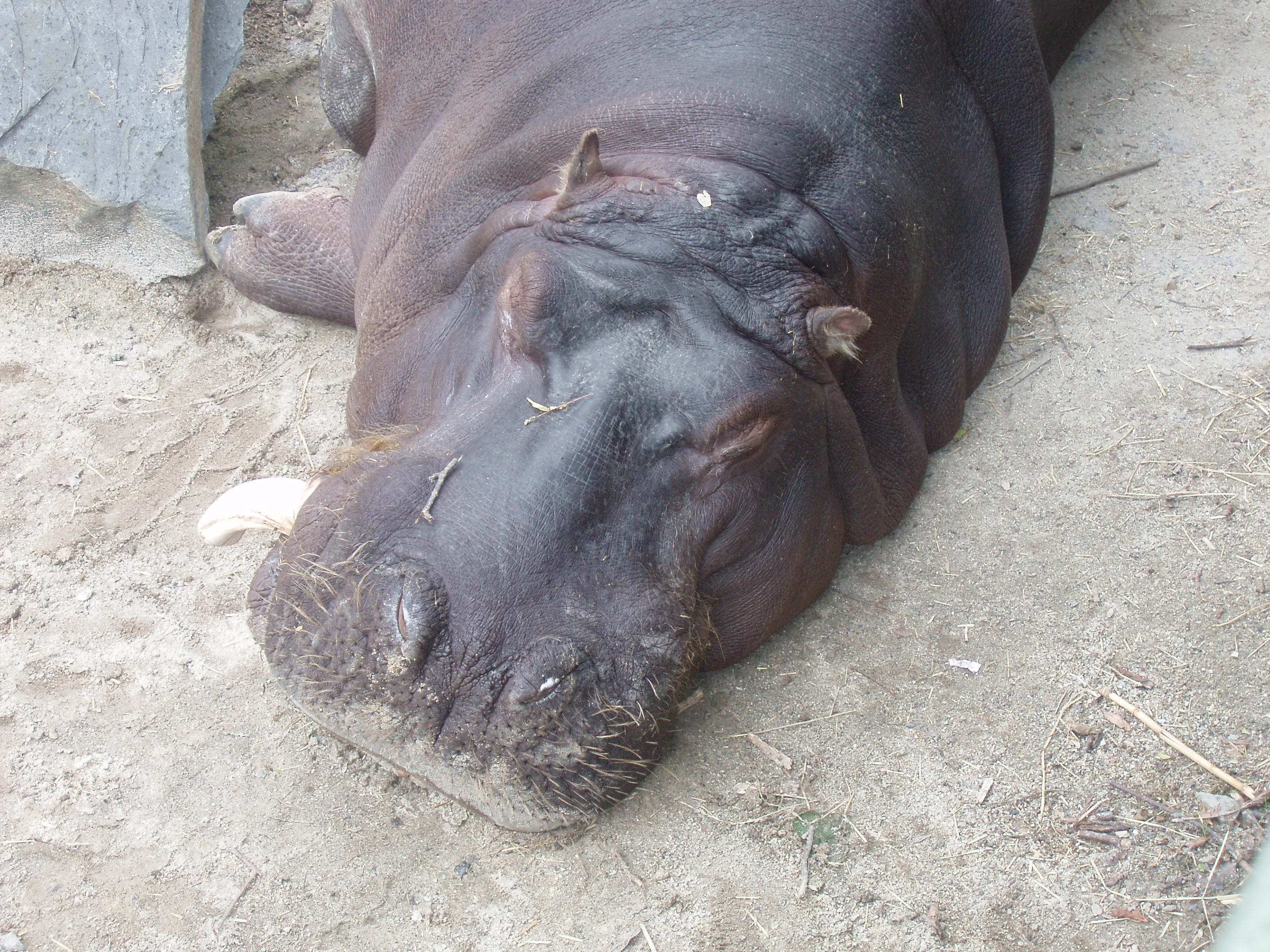
Un hippopotame amphibie dans la zone des Plaines Africaines du Zoo de Dublin.

Les Plaines Africaines est une zone thématique dédiée à l'Afrique qui couvre 13 hectares et a été ouverte en 2001. L'installation principale dans cette zone est la "Savane africaine", qui présente des autruches d'Afrique, des oryx algazelles, des rhinocéros blancs, des girafes et des zèbres, partageant un grand espace extérieur. La Forêt tropicale des gorilles, une installation qui a ouvert en 2012, présente un groupe de gorilles des plaines de l'Ouest : un mâle dos argenté nommé Harry, deux femelles adultes nommée Lena et Mayani, et les deux jeunes gorilles nommé Kituba (le fils de Lena) et Kambiri (la fille de Mayani), qui ont tous deux nés en 2011. La zone des Plaines Africaines comprend également des chimpanzés, des lycaons, des hippopotames amphibies, des mangabeys couronnés, des tortues sillonnées, des bucorves d'Abyssinie, des okapis et des bongos.
Cette zone dispose également d'un restaurant, le Nakuru, et d'une boutique. Le dernier lion d'Afrique du zoo est mort en 2012, le zoo a reçu plus tard deux femelles et un mâle de lions d'Asie.

### Marges de l'Arctique

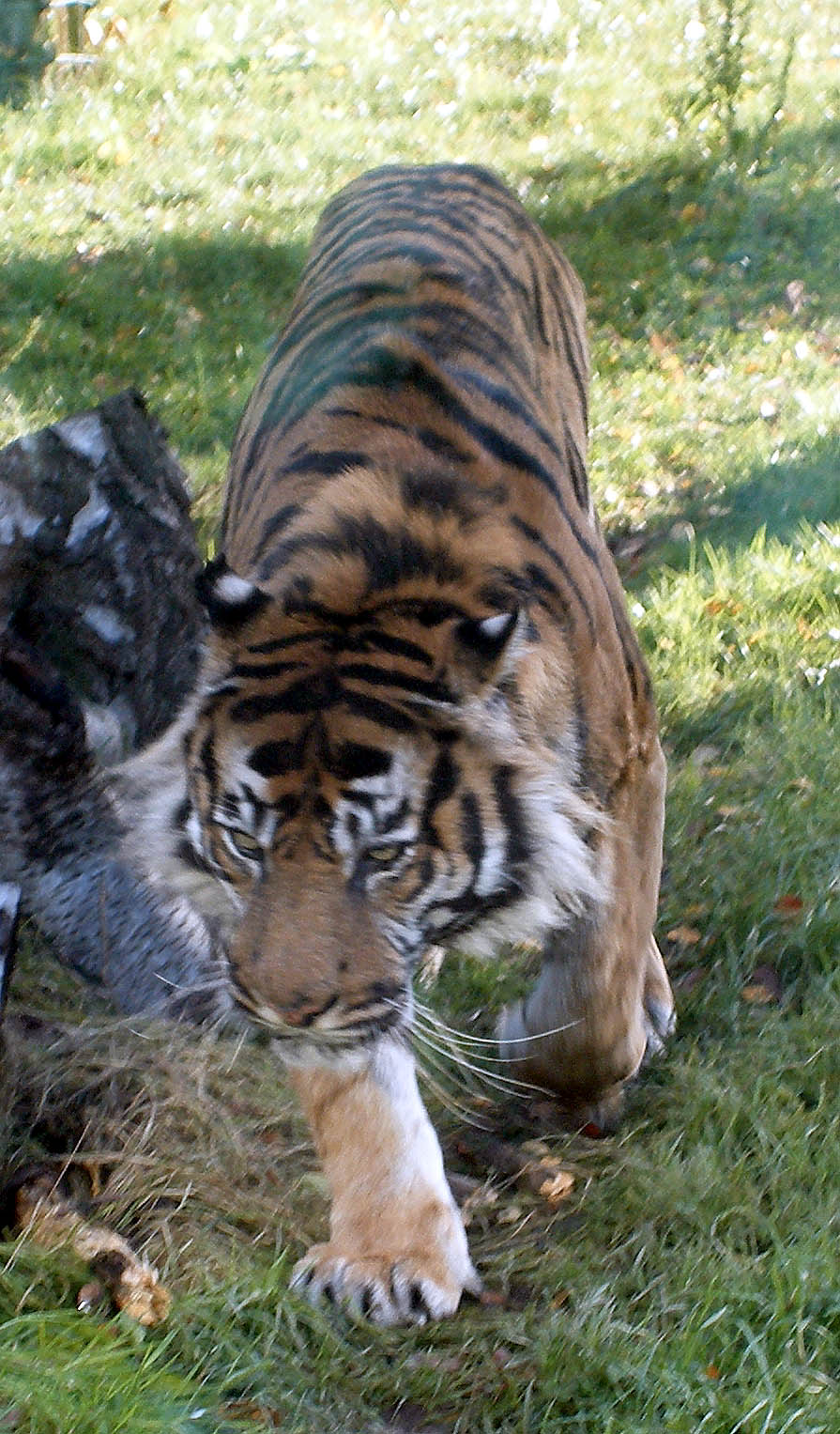
Un tigre de Sibérie dans la zone des marges de l'Arctique du Zoo de Dublin.

Les Marges de l'Arctique est une zone thématique présentant des animaux aquatiques ou vivant dans des climats froids : des otaries de Californie, des manchots de Humboldt, des loups gris et des tigres de Sibérie.

## Conservation
Le Zoo de Dublin coordonne les EEP dédiés aux tamarins de Goeldi (vulnérable), aux cacatoès à huppe rouge (vulnérable) et aux cacatoès à huppe orange (Cacatua sulphurea citrinocristata, en danger critique d'extinction). Il abrite également des sakis à face blanche, qui font partie d'un EEP coordonné par un autre zoos. L'accent est mis sur la conservation, qui comprend l'élevage et la protection des espèces menacées, ainsi que de la recherche, des études et l'éducation.

### Roussettes de Rodrigues
Les roussettes des Rodrigues sont l'une des espèces en voie de disparition (classée en danger critique d'extinction) présentées par le zoo de Dublin. Ce sont des chauves-souris qui se nourrissent de fruits et qui sont de ce fait très importantes pour la forêt tropicale. Les chauves-souris ne peuvent pas digérer les graines et les pépins des fruits qu'elles mangent et elles les rejettent donc par leur système digestif "enveloppées" dans leurs déjections, qui sert d'engrais. Sans les chauves-souris, beaucoup d'arbres de la forêt tropicale ne serait pas en mesure de faire germer leurs propres graines.
Le Zoo de Dublin a récemment terminé un grand enclos pour les éléphants d'Asie et la Nesbit House (maison des chauves-souris) a été démolie. Les roussettes de Rodrigues se trouvent maintenant dans le Roberts House (ou maison des oiseaux), qui est située à côté des lémurs catta.